# Sparks, Oklahoma
Sparks är en kommun (town) i Lincoln County i Oklahoma. Vid 2020 års folkräkning hade Sparks 122 invånare.